# 鈴木芽生菜
鈴木 芽生菜（すずき めいな、2000年1月30日 - ）は、日本の元アイドルであり、女性アイドルグループ『アップアップガールズ（仮）』の元メンバー。メンバーカラーは緑。
東京都出身。血液型AB型。身長161.2cm。

## 来歴
2020年「アップアップガールズ（仮）2020 新メンバーオーディション」に合格し、12月17日、アップアップガールズ（仮）への加入が発表された。
2023年8月31日発売、集英社『週刊ヤングジャンプ』サキドルエース SURVIVAL第13弾にグループを代表しエントリー。
2025年3月24日、アップアップガールズ（仮）卒業を発表。同年5月6日、ラストライブが開催され、同日をもってグループを卒業。YU-Mエンターテインメントを退所し芸能活動を引退した
。

## 人物
- 特技は、利きいちご、即興ハモリ、カラオケの点数を取ること、ものまね、あごでガッツポーズ[9]。
- 趣味は、歌うこと、カフェ巡り、動画編集、可愛い女の子を見ること、お菓子作り[9]。

## 出演

### ライブ・コンサート
- 関根梓25th Special アズーサンの音楽隊（2021年6月14日、表参道GROUND） - コーラス[15]

### テレビドラマ
- 鈍色ショコラヴィレ（2022年2月 - 、MROテレビ） - 村田理恵 役[16]

### バラエティ
- ついてけない子さんを愛でる〜フェムテック戦隊!問題提起型ドラマバラエティ〜（2021年1月23日、テレビ東京）[17]